# Luis Felipe Manrique Flores
Luis Felipe Manrique Flores (Huancavelica, Perú, 3 de diciembre de 1983) es artesano, escultor, músico, pintor y actor huancavelicano, fue reconocido como un "Artesano Creativo Bicentenario", es una de las figuras representantes en el arte y la música de la región Huancavelicana.

## Biografía
Luis Felipe Manrique Flores nació el 3 de diciembre de 1983 en Huancavelica. Hijo de una modesta familia artística y religiosa, su padre es el reconocido artista huancavelicano Emiliano Manrique Vergara. Desde muy joven mostró su interés en el campo artístico ancestral de la cultura huancavelicana.

### Artesanía tradicional

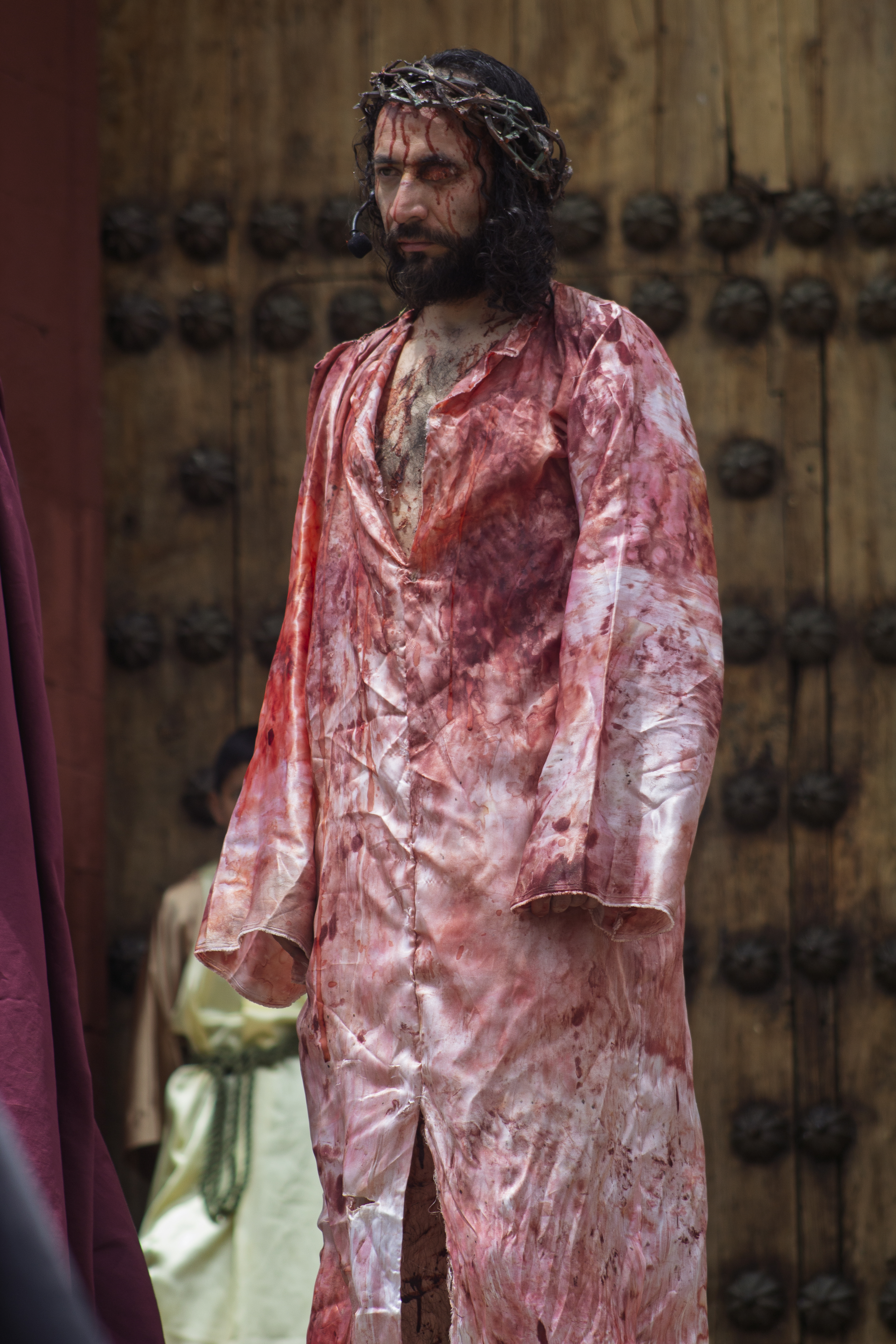
Luis Felipe Manrique Flores actuando del papel de Jesús en la Semana Santa en Huancavelica 2025.

Luis Felipe, influenciado por la trayectoria y vida artística de su padre y sus abuelos, conserva técnicas ancestrales de la tradición huancavelicana, las costumbres religiosas y festividades propias del lugar de su procedencia.
Utiliza maguey, tela colada y la tierra termal para elaborar sus artesanías.  En sus cerámicas que reflejó en imaginería, las más representantes fue la festividad del Espíritu Santo, la Virgen Dolorosa, el Santo Sepulcro de la Semana Santa, la Virgen del Carmen, estas son algunas artesanías que lo condecoraron como artesano del bicentenario.
Sus más notables y reconocidas artesanías son máscaras de Quichcamachos y máscaras de los tres Reyes Mayos, entre otras, que son utilizadas en festividades costumbristas y religiosas en el distrito de Huancavelica.

### Formación y trayectoria musical
El 27 de noviembre de 1968 se fundó la Asociación Cultural Arpeggios por Emiliano Manrique Vergara, su padre, quien tenía en ese entonces 18 años, con un grupo de artistas huancavelicanos. En el 2013 debido a la influencia musical familiar pasó la responsabilidad de continuar con la trayectoria del folklor musical tradicional a manos de la familia de Luis Felipe Manrique Flores, y permitió dar inicio a una nueva generación de músicos huancavelicanos con el título de "Arpeggios de Huancavelica - Caballeros de la música" liderado por el director y compositor principal, su sobrino, José María Manrique Ayuque. Luis Felipe dentro del grupo musical Arpeggios es una de las voces principales, músicos e intérpretes de música tradicional peruana y huancavelicana. En el repertorio musical refleja su estima e identidad hacia la región de Huancavelica como: "Tierra añorada" ,"Huancavelica (Yaravi/Muliza/Huayno)".

### Teatro
En el 2005 incursionó su trayectoria actoral, participando con el papel principal de Jesús, fundó con su familia el taller de teatro "Karol Wojtyla" para continuar con la tradición escénica en la Semana Santa del distrito de Huancavelica desde el 2005, representando actos escénicos de la última cena en las plazas principales y la escenificación del Vía Crucis en el Santuario del Señor de Oropesa, que está ubicado a más de 4,300 m.s.n.m.

## Reconocimientos y participaciones
- El 2021, fue reconocido como Artesano Creativo del Bicentenario en un concurso organizado por Mincetur y la embajada de Estados Unidos en el Perú.[4][11]
- En el 2023, fue galardonado como "Peruanos que suman" por el Comercio y el BCP.[4][3]
- Una premiación a su obra se encuentra en el Museo Nacional de la Cultura Peruana, como parte de la colección de las artes populares y tradicionales del Perú.[3]
- En el 2024, participó en el I encuentro de artistas desarrollado el 13 y 16 de julio en Paucartambo, Cuzco, donde  presento máscaras de las fiestas costumbristas.[3]

## Galería

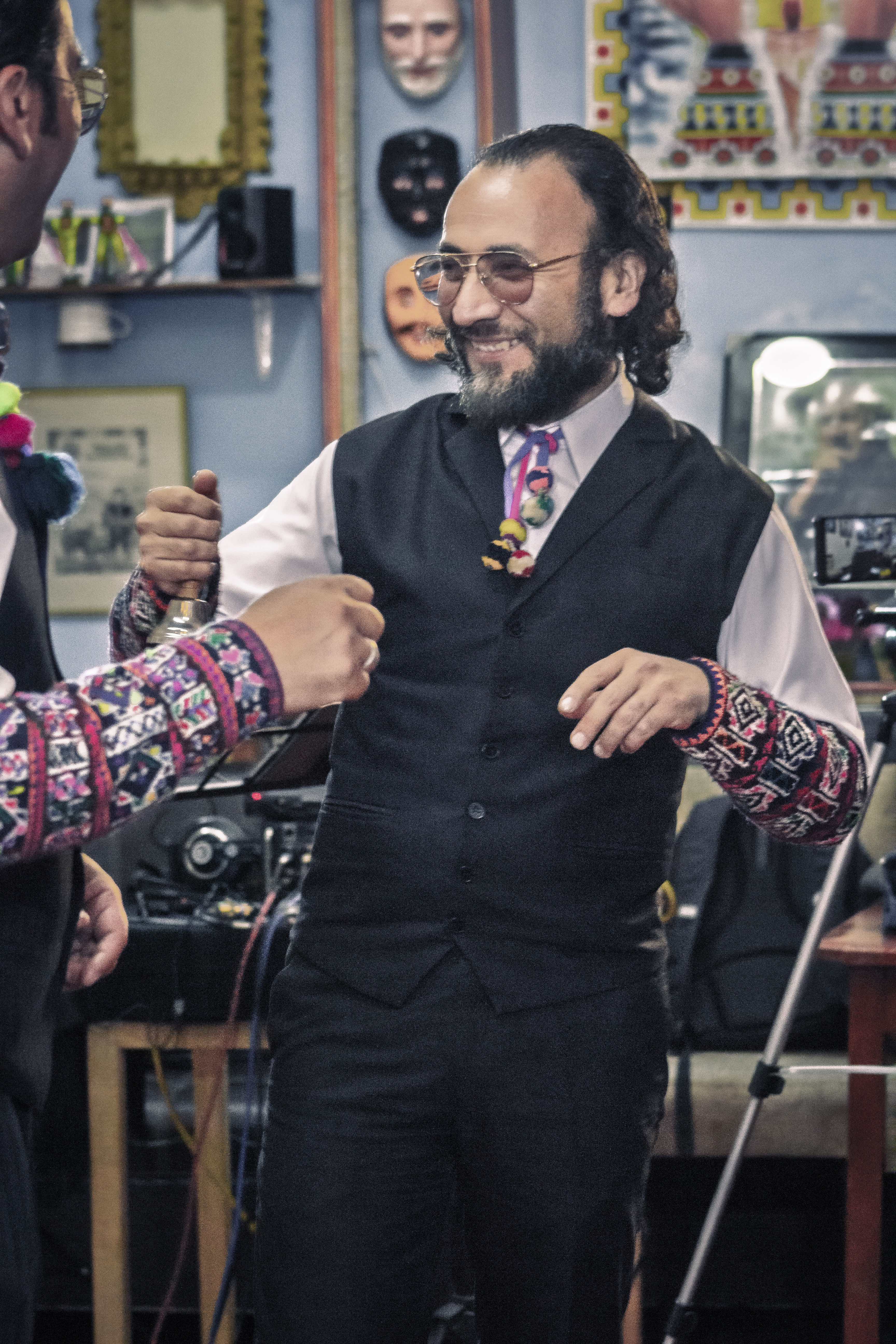
Luis Felipe Manrique Flores cantando con Arpeggios de Huancavelica, 2025